# Ладожская (станица)
Ла́дожская (иногда Ладовская) — станица в Усть-Лабинском районе Краснодарского края России. Административный центр Ладожского сельского поселения. Население — 14 022 человека (2021).

## География
Станица расположена на правом берегу Кубани в 18 км северо-восточнее города Усть-Лабинск. Железнодорожная станция Ладожская на линии Краснодар — Кавказская. Автомобильная дорога Темрюк — Кропоткин.
Территория Ладожского сельского поселения расположена на Прикубанской возвышенной равнине, а станица Ладожская простирается на третьей правобережной надпойменной террасе реки Кубань, примыкая к обрывистому береговому уступу. По данным архивных материалов и опросам местного населения, грунтовые воды находятся на глубине 40-50 м ниже поверхности земли.
Леса в основном располагаются в пойме реки Кубань, растительность которых представлена ольхой, ивой, ясенем, тополем, акацией, иногда — дубом.

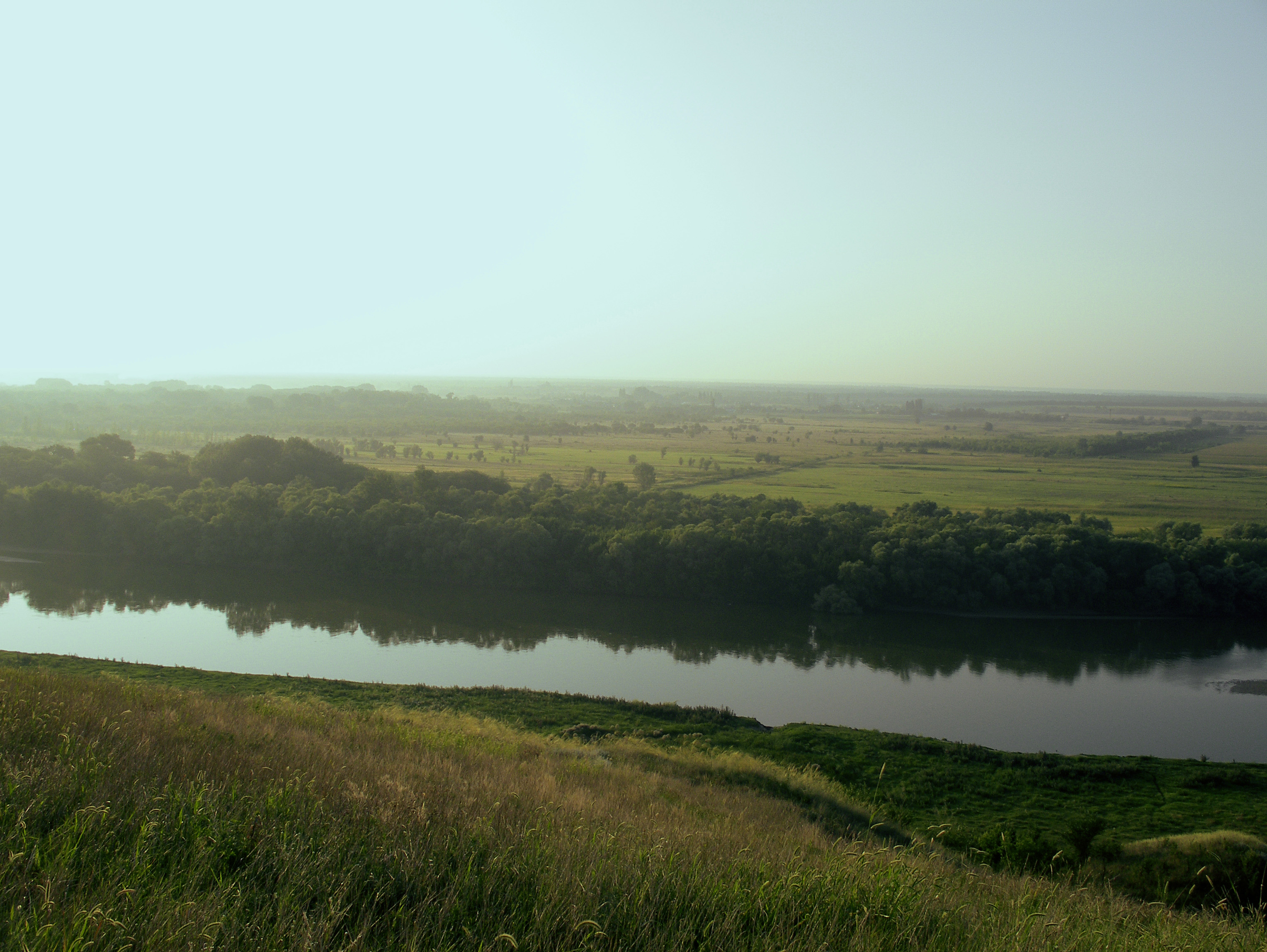
Станица Ладожская, вид на Кубань

## Климат
Зима умеренная, наступает в конце ноября − начале декабря. В конце февраля наступает весна. Летом характеризуется жаркая погода, иногда возможна кратковременная засуха.
Согласно данным администрации Ладожского сельского поселения, климат станицы на момент 2019 года характеризуется следующими показателями:
— самый тёплый месяц — июль (+23 0С);
— самый холодный месяц — январь (−3,50С);
— абсолютный максимум температуры воздуха — (+43 0С);
— количество годовых осадков − 450—700 мм;
— относительная влажность воздуха − 72 %;
— среднегодовая скорость ветра − 5,2 м/с.

## История станицы

### Древняя история
В 1-м тысячелетии до. н. э. территории нынешней станицы Ладожской жили меоты. В VII—VIII до н. э. проживали скифские племена кочевников. В IV веке готы сменили племена сарматов, которые в свою очередь в конце века были вытеснены гуннами.
С течением веков одни народы приходили на смену другим, поэтому с абсолютной достоверность археологам трудно говорить о том, какой из культур принадлежал конкретный курган или городище. Однако археологические раскопки 40-60ых годов однозначно свидетельствуют, что на протяжении многих веков на территории станицы жили люди. Некоторые из найденных курганов датируются III—II вв. до н. э.
Остатки крупного городище VI века располагались на нынче популярном у станичников берегу реки Кубани от начала ул. Кубанской, где ранее был остров, однако его остатки были использованы при строительстве дорог местными жителями. На склоне от улиц Голощаповой до Длинной также находили остатки городища, о чём повествовала памятная доска в начале улицы Голощаповой, которая ныне утрачена.
В конце XIV века до территории нынешней Кубани добрались войска Золотой Орды. До того как на месте станицы появился первый редут российской армии, в этой местности проживали черкесы. Адыгское название станицы — адыг. Алмэ́лы — означает сорт яблок «алыма» (черкесское длинное), который распространён в этих местах. Возможно, оно произошло от тат. эльма — «яблоня».

### XVIII век
В 1782—1783 годах территория Кубани под военным командованием А. В. Суворова была присоединена к Российской Империи, и в течение 5 лет возводится в том числе и Ладожский редут для обороны от набегов со стороны черкесов и турецких янычар. Располагался он в районе сегодняшней улицы Больничной и Коммунаров и простирался на север до районы улиц Первомайской, а с востока от склона к реке Кубань от ул. Ленина и до границ Больничной. А с 90-х годов XVIII века регулярную армию сменяют постоянные казачьи поселения, которые также служили обороной южных границ и нередко страдали от набегов соседей.

### XIX век

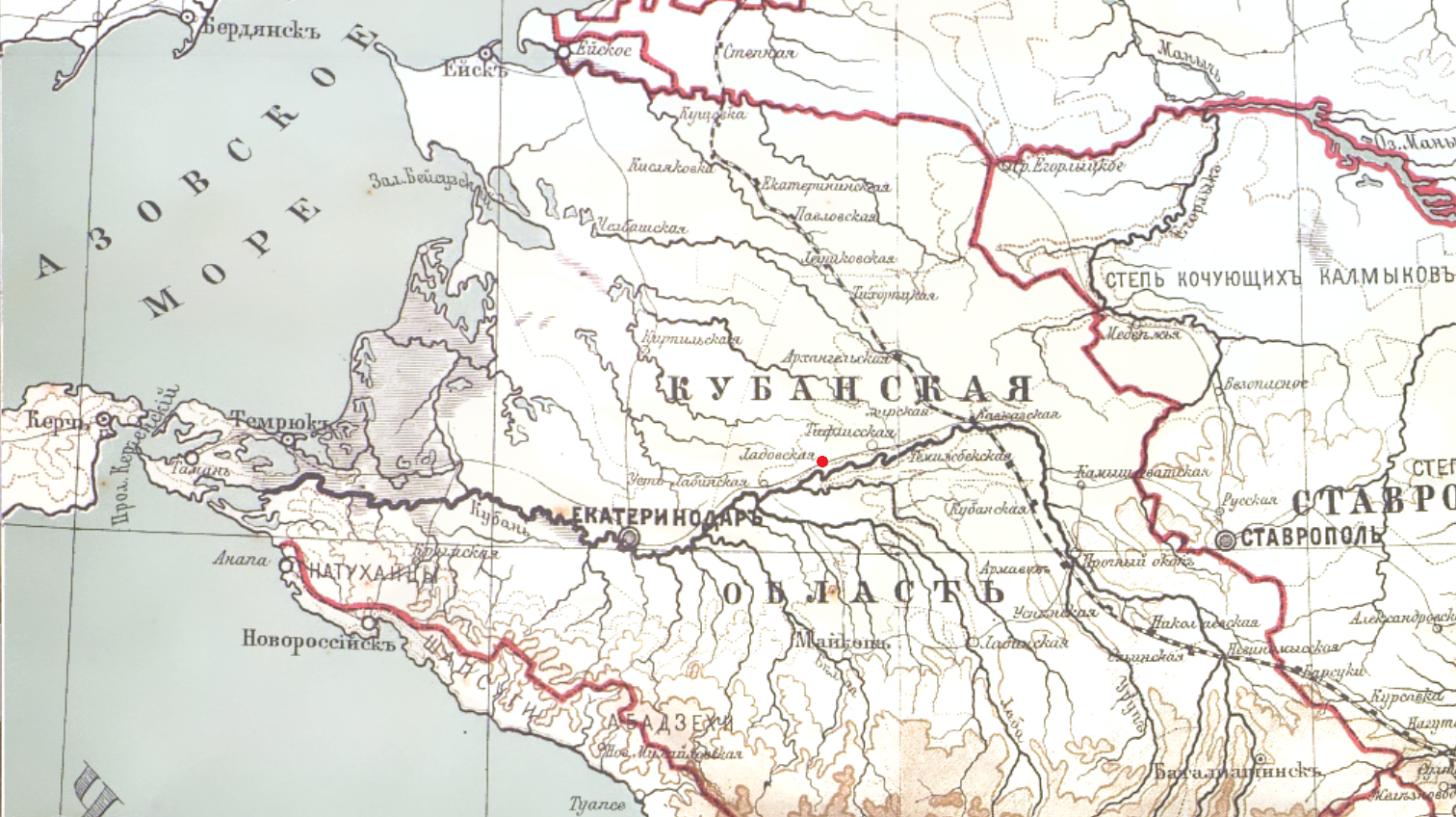
Фрагмент карты «Карта Кавказского края», картографическое А. Ильина, СПб, 1874 год. Станица Ладожская на карте Кубанской области (обозначена красным кружком)

В 1802 году станица Ладожская была основана казаками бывшего Екатеринославского войска, переселёнными с Днепра.
В 1802 году Ладожский хутор, согласно указу Александра I, был переименован в станицу Ладожскую по имени Ладожского пехотного полка, переправленного из-под Санкт-Петербурга на охрану южных рубежей страны. Станица была включена в Линейное казачье войско (см. Кубанские казаки). В 1804 году, в дополнение к первым поселенцам, в станицу были поселены донские казаки.
Согласно положению Николая I от 1835 г «О поземельных довольствиях в Донском войске» каждый казак-мужчина получал пожизненный надел земли площадью в 30 десятин.
В конце XIX — начале XX века на страницах «Энциклопедического словаря Брокгауза и Ефрона» этот населённый пункт был описан следующим образом:
«Ладожская — станица Кубанской области, Екатеринодарского отдела. Жителей 6118, дворов 992. Церковь, учительская семинария с образцовой школой, двухклассное училище, 2 паровых и 8 ветряных и водяных мельниц, 3 паровых молотилки. Врач, больница. Торгово-промышленных заведений 24, фабрик и заводов 7».

В своих мемуарах Ф. С. Дергунов описывает знаменательное для жителей станицы событие: встречу на станичном вокзале в 1914 с императором Николаем II, который на поезде проезжал через станицу либо по пути в Екатеринодар, либо из него:
« Среди встречающих была и молодая пара в свадебном одеянии. На невесте было прекрасное белое платье и фата. Царь, увидев молодую пару новобрачных, попросил медленно идущий поезд остановиться. Он вышел из своего вагона вместе с царицей и благословил молодожёнов на счастливую и долгую совместную жизнь. Царица сняла со своего пальца золотое кольцо и подарила его невесте, а царь подарил жениху золотой червонец.»

### XX век

#### Гражданская война и первые годы советской власти
Революция станицей была встречена неоднозначно: знатные казаки и зажиточные крестьяне враждебно относились к большевикам, беднейшим же слоям населения лозунги советской власти импонировали. 29 января 1918 года в станице появляется революционный комитет под предводительством И. А. Голощапова, чью фамилию носит ныне одноимённая улица, бывшая Колодезная. В число членов революционного комитета также входили в том числе Г. Коншин и Н. Сощенко.
«…в конце 50-х — начале 60-х годов, произошло первое переименование улиц:
улица Базарная названа улицей Ленина
улица Батрацкая — М. Горького
улица Болотная — Чапаева
улица Кривая — Белинского
улица Охотничья — Лебедева
К 50-летию Советской власти произошло второе переименование улиц:
улица Выгонная стала улицей Лондарева
2- я улица Выгонная — улицей Колхозной
3- я улица Выгонная — так и осталась Выгонной
улица Колодезная — улицей Голощапова
улица Кузнечная — улицей Мира
улица Окрайная — улицей Коншиных
улица Переездная — улицей Бабкова
улица Продольная — улицей Сощенко
улица Столбовая — улицей Карнаухова
улица Тройная — улицей Победы
Глухой переулок — улицей Гагарина.
Названы основные улицы, а все остальные имеют свои первоначальные названия.» — Дергунов Ф. С. История станицы Ладожской. — Совет. Кубань. — Краснодар, 2000. — с. 123—124.
В феврале ладожский вооружённый отряд отправился к Усть-Лабинской крепости для подкрепления в боях против генерала Покровского, в это время станица была захвачена белыми войсками . В дальнейшем с 1918 года станица неоднократно переходила из рук в руки, что сопровождалось террором местного населения с обеих сторон. 16 марта 1920 г. станица Ладожская окончательно перешла в руки советской власти под командованием С. М. Будённым. Несмотря на это, отдельные очаги сопротивления существовали достаточно долго.
В 1928—1929 годах на Кубани началась коллективизация, которая пришла в станицу в октябре 1929-го. Не особо урожайным выдался 1932 год, в 1933 году на волне создания колхозов в станице начался кулацкий саботаж, для подавления мятежа в станицу прибыли чекисты.
В 1933 году в станице начался страшный голод, три четверти станицы вымерло. Было это следствием некомпетентности и бездарности сталинского руководства по раскулачиванию или целенаправленной акцией, цель которой носила ликвидацию остатков казачества на Кубани, остаётся по сей день дискуссионным вопросом истории.
В 1934—1953 годах Ладожская была центром Ладожского района.

#### Военные годы 1941—1945 гг.
3 августа 1942 года станицы была занята немецкими войсками. В начале же августа был создан Ладожский партизанский отряд в составе 42 человек, который вёл активную борьбу в тылу, в том числе их силами был убит офицер группы СС, командующий расстрелом жителей станицы.. Гестапо располагалось в подвале доме напротив здания бывшего кинотеатра.
Более 4 тысяч жителей станицы за годы Великой Отечественной войны ушли на фронт. К утру 31 января 1943 года станица Ладожская была освобождена. Ночью на кануне, боясь окружения советскими войсками, немцы спешно и без боя покинули станицу.

## Экономика
Предприятия сельского хозяйства. Крупнейшее в крае зверохозяйство, выращивающее норок. Завод по производству ликёро-водочной продукции (1992—2010), калибровочный завод, элеватор, предприятия селекционного растениеводства, множество пунктов приёма лома чёрных металлов, 2 кирпичных завода, станция государственного технического осмотра, инкубатор.

## Здравоохранение
В станице действует государственный ладожский Медцентр с амбулаторным отделением и детской консультацией, также частный лечебно-диагностический центр и стоматология.
Первая войсковая больница, которая располагалась на углу ул. Красной и Коммунаров), была построена в 1874 году. Открытие больницы для станицы и жителей близлежащих хуторов состоялось в 1914 году, что было большим событием, если принять во внимание тот факт, что на территории всей Кубани насчитывалось лишь 54 больницы, близлежащие из которых, не считая Екатеринодара, были только в Ейске и Темрюке.

## Образование
В станице три общеобразовательных школы, техникум, пять дошкольных образовательных учреждений и два учреждения дополнительного образования.
В станице расположены следующие общеобразовательные школы:
- СОШ № 19 имени В. П. Стрельникова;
- СОШ № 25;
- СОШ № 20;

Профессиональное образовательное учреждение: Ладожский многопрофильный техникум;
Учреждения дошкольного образования:
- Детский сад № 7;
- Детский сад № 22;
- Детский сад № 27;
- Детский сад № 29;

Учреждения дополнительного образования:
- Центр компетенций «Ориентир»
- Детская музыкальная школа ст. Ладожской (к);

## Культура
Центром культурной жизни станицы является МБУК Культурно-досуговый центр «Ладожский», в котором проходят праздничные мероприятия, выступления музыкальных коллективов, организуются кружки и волонтёрские движения. На момент мая 2020 года следующие коллективы в станице имеют звания:
- Народный самодеятельный коллектив театр миниатюр «Вернисаж»;
- Фольклорный ансамбль «Коляда»;
- Вокальный ансамбль «Кубанские зори»;
- Танцевальный коллектив «Тандем»;
- Творческое объединение декоративно-прикладного искусства «Ладожские узоры»;

Детская музыкальная школа реализует следующие программы подготовки:.
- народные инструменты;
- струнные инструменты;
- фортепиано;
- хоровое пение

При МБОУ СОШ № 19 имеется Школьный этнографический музей «Казачья горница» и музей Шолохова.
В станице работают две библиотеки: Ладожская сельская библиотека и Детская библиотека-филиал. На момент 2015 года в читателям библиотеки Ладожского сельского поселения было доступно более 27640 экземпляров книг разных тематик и отраслей знания. На базе библиотеки работает литературное объединение по интересам «Вдохновение», также периодически проходят культурно-просветительские мероприятия, видео-выставки и презентации.
|  |
|  |

## Религия
В станице действует храм Успения Пресвятой Богородицы.
Первоначального Успенская церковь находилась на месте здания нынешнего Дома культуры и была построена из красного кирпича в конце 60-х годов XIX века, пока не была разрушена в 30-х годах XX века. В 1894 году была построена вторая церковь, по архитектурному исполнению являющаяся меньшей копией Успенской церкви, находилась она на месте амбаров в районе нынешней школы № 20, которая в середине 1930-х годов также была взорвана и разобрана.
В 1921—1923 годах в Успенской церкви служил священник Павел Ансимов, который был канонизирован Русской православной церковью как священномученик в 2005 году.
В 50-х годах XX века под началом протоиерея Андрея Массальского дом 143 на Первомайской улице был переоборудован под здание Успенской церкви (ныне там частное домовладение). В 1998 году началось строительство ныне существующего религиозного учреждения, которое завершилось в сентябре 2005 года.
Единственное дошедшее обрывочное изображение старой церкви можно увидеть на фотографии 1932 года из альбома Н. Пемова, на которой на заднем плане виднеется купол церкви.

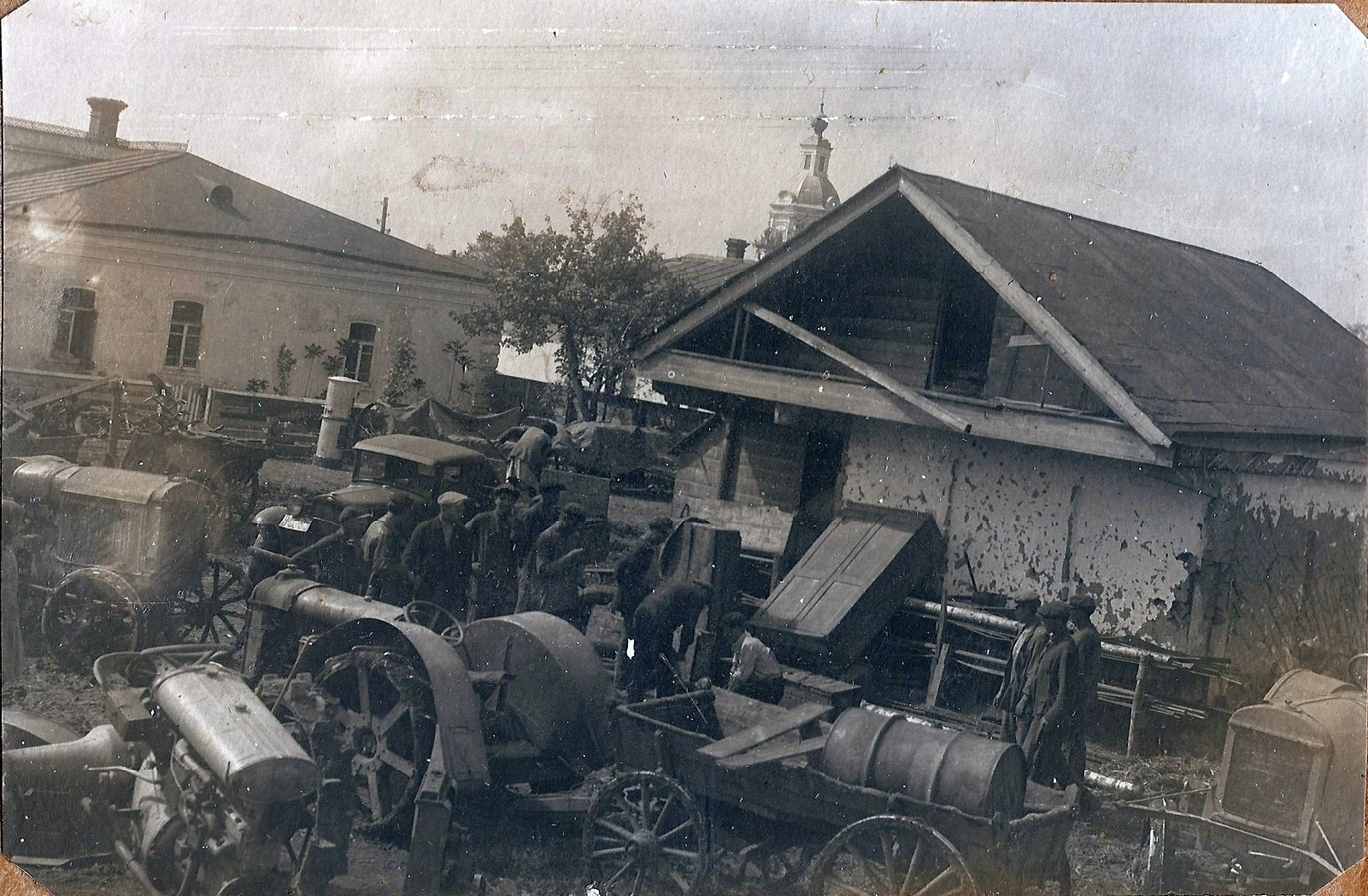
Купол старой церкви, 1932 г. (из альбома Н. Пемова).

## Население
Численность населения в станице Ладожской на момент переписи 2010 года составляла 14 828 человек: 6983 мужчины и 7845 женщин.
| 1939 | 1959    | 1979    | 2002    | 2010    | 2021    |
| ---- | ------- | ------- | ------- | ------- | ------- |
| 8858 | ↗10 607 | ↗13 169 | ↗14 714 | ↗14 828 | ↘14 022 |

Национальный состав (2002): русские (82,2 %), армяне (9,2 %), украинцы (2,1 %), немцы (2,1 %), цыгане (1,6 %).
Структура возрастного состава населения станицы Ладожской на расчётный срок — 2027 г.:
| Численность населения (чел.) | Возрастные группы населения | Возрастные группы населения | Возрастные группы населения | Возрастные группы населения | Возрастные группы населения       | Возрастные группы населения        | Возрастные группы населения        | Возрастные группы населения     |
| Численность населения (чел.) | от 0—6 лет                  | от 7—15 лет                 | свыше 55 лет жён.           | свыше 60 лет муж.           | Итого несамодеятельного населения | от 16 до 54 лет включительно, жён. | от 16 до 59 лет включительно, муж. | Итого трудоспособного населения |
| 16 000                       | 1163                        | 1668                        | 2949                        | 2089                        | 7869                              | 4229                               | 3902                               | 8131                            |
| % к общей численности        | 7,27                        | 10,42                       | 18,43                       | 13,06                       | 49,18                             | 26,43                              | 24,39                              | 50,82                           |

### Уроженцы и известные жители
- Тайный советник Нееленко, в 80-е и 90-е годы XIX века был директором Ладожской учительской семинарии.
- Ансимов, Павел Георгиевич (1891—1937) — протоиерей Русской православной церкви, канонизирован как священномученик, служил в станичной церкви в 1921—1923 годах.
- Георгий Ансимов (1922—2015) — режиссёр Большого театра, Народный артист СССР (1986), уроженец станицы.
- Пётр Гайдуков (р. 1955) — археолог, член-корреспондент РАН (2006), уроженец станицы.
- Зборовский, Виктор Эрастович (1889—1944) — офицер Собственного Е. И. В. Конвоя, герой Первой мировой войны, участник Белого движения.
- Кутафин, Семён Васильевич (1902—1987) — Герой Социалистического Труда.

## Достопримечательности

### Архитектура и исторические здания
- В станице сохранился ряд строений, дата постройки некоторых из которых восходит к концу XIX века. Среди исторических зданий, сохранившихся в станице, можно выделить дом генерала-майора Чуйкова по ул. Комсомольской 152, дом на углу Почтовой и Комсомольской улиц, в котором жил богатый казак Рязанцев — владелец артезианского колодца с башней (ныне не сохранилась). По ул. Красной неподалёку от Техникума сохранилось здание Атаманского правления (ныне столовая) и напротив дом братьев Мкртычевых. Также на углу Комсомольской и Театральной улиц сохранилась лавка Демьяненко. «Дом генерала Чуйкова, разобрали, много кирпича было уничтожено… большую деревянную веранду разобрали и сделали небольшую пристройку к СШ № 25… Генерал имел ещё несколько добротных домов. В настоящее время сохранились только два: один — на углу напротив центральной почты (когда-то там был райвоенкомат, потом сельский Совет, а сейчас две квартиры), и второй дом на улице Красной между милицией(бывшей) и детским садом (№ 7). В этих домах жили дальние родственники и ближайшие помощники в хозяйственных делах генерала. Малочисленная прислуга (1—2 человека) жила в просторном генеральском доме… Умер генерал Чуйков в 1898 году и был похоронен в сквере, рядом с церковью (сейчас здесь ДК). Ему был поставлен красивый памятник из чёрного мрамора. Он долгое время стоял, потом… лежал. Многие станичники это помнят. Видел это и я. В конце 50-х годов памятник вывезли и бросили около реки Кубань, недалеко от старого моста. Сейчас на этом месте насыпь земли для нового моста, и по всей вероятности, памятник находился под насыпью… Потом памятник нашёлся. Сейчас он установлен около Дома пионеров (дом творчества)».[5] — Дергунов Ф. С. История станицы Ладожской. — Совет. Кубань. — Краснодар, 2000. — с. 26-27.Старый Ладожский парк, видны сохранившиеся по сей день колоны. Фотография предположительно конца XIX — начала XX века

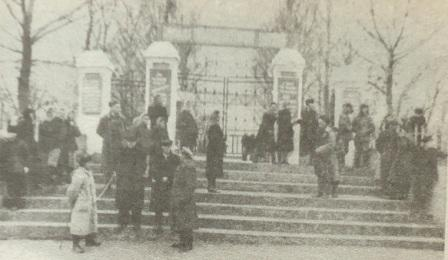
Старый Ладожский парк, видны сохранившиеся по сей день колоны. Фотография предположительно конца XIX — начала XX века

- Здание Базарной школы (1904 г.) для детей казаков, в котором ныне находится МУПК. В ней учились только дети казаков, а в обиходе школу называли гимназией, потому что учиться можно было только в специальной формы гимназиста. Рядом со школой находился сад, в середине 30-х годов на его месте появился стадион.
- Западная школа, ныне МБОУ СОШ № 25, возведена в 1910 году. Первоначально была построена как начальная, с 3-летним сроком обучения для детей казаков.
- Здание Детской библиотеки (ранее районной библиотеки) и Центр детского творчества (ранее Дом культуры) построенные в 30ые годы XX века.
- Свято-Успенский храм, введён в эксплуатацию 18 сентября 2005 года.
- Кинотеатр, который был построен на месте магазина Мкртычевых в 60ых годах находится в упадке, но частично сохранились только внешние стены и фасад. Первоначальный вариант летнего кинотеатра на полтысячи мест был открыт в 1910 году, работал он со второй половины апреля по октябрь.

|  |  |
|  |  |

### Природные объекты, музеи и памятники археологии
- Школьный этнографический музей «Казачья горница» в МБОУ СОШ № 19 имени В. П. Стрельникова.
- Дуб-старожил II на углу ул. Чапаева 14. Природный объект представляет собой дуб пирамидальный высотой 25 метров, диаметр ствола на высоте одного метра — 53 см, крона густая состоит из нескольких ярусов, проекция кроны составляет 7,2 м², ствол частично покрыт мхом[27]
- Дуб-старожил II растёт возле дома по ул. Красной 191.[28]
- Локальная достопримечательность с видом с горы на реку Кубань по ул. Карноухова: пользуется популярностью у станичников ввиду близкого расположения к центру.

|  |
|  |

В окрестностях расположены два городища (III век до н. э. — первые века н. э.), многочисленные курганы и могильники (в археологии группа памятников известна как ладожская группа), объекты были исключены из реестра памятников истории и культуры федерального значения. В числе видных археологов, проводивших раскопки на территории станицы, является профессор Н. И. Веселовский.
Список городищ, курганов и курганных групп приведён в таблице:
| Наименование объекта                                                                             | Местонахождение объекта | Номер по государственному списку | Высота кургана, м | Диаметр кургана, м | Охранная зона кургана, м |
| Городище 8                                                                                       | ст-ца Ладожская, восточная окраина станицы, к востоку от Тройного яра                                                                                 | 4049 Дубль по Гос. №пп 396       |                   |                    | 500                      |
| Городище 2 «Ладожское 2»                                                                         | ст-ца Ладожская, к западу от станицы, на правом берегу р. Кубань                                                                                      | 4051 Дубль по Гос. №пп 390       |                   |                    | 500                      |
| Городище 10 «Помидорное»                                                                         | ст-ца Ладожская, 5,5 км к ВСВ от В окраины станицы | 4055                             |                   |                    | 500                      |
| Городище 11 МИРВОС                                                                               | ст-ца Ладожская, 6,625 км к ВСВ от В окраины станицы                                                                                                  | 4056                             |                   |                    | 500                      |
| Городище «Ладожское-5»                                                                           | ст-ца Ладожская, 1,85 км к СВ от ДК, на правом берегу р. Кубань                                                                                       | 5162 Дубль по Г№ 4045, 4048      |                   |                    | 500                      |
| Курганная группа (2 насыпи)                                                                      | ст-ца Ладожская, юго-восточная окраина станицы, 2 км к ЮЮЗ от ДК                                                                                      | 5163                             | 3                 | 53                 | 150                      |
| Курганная группа (2 насыпи)                                                                      | ст-ца Ладожская, юго-восточная окраина станицы, 2 км к ЮЮЗ от ДК                                                                                      | 5163                             | 1,2               | 26                 | 75                       |
| Курганная группа (5 насыпей)                                                                     | ст-ца Ладожская, Южная часть станицы, 2,25 км к ЮЗ от моста через р. Кубань — а/д Ладожская-Братский                                                  | 5164                             | 3                 | 47                 | 150                      |
| Курганная группа (5 насыпей)                                                                     | ст-ца Ладожская, Южная часть станицы, 2,25 км к ЮЗ от моста через р. Кубань — а/д Ладожская-Братский                                                  | 5164                             | 1,9               | 31                 | 75                       |
| Курганная группа (5 насыпей)                                                                     | ст-ца Ладожская, Южная часть станицы, 2,25 км к ЮЗ от моста через р. Кубань — а/д Ладожская-Братский                                                  | 5164                             | 0,8               | 22                 | 50                       |
| Курганная группа (5 насыпей)                                                                     | ст-ца Ладожская, Южная часть станицы, 2,25 км к ЮЗ от моста через р. Кубань — а/д Ладожская-Братский                                                  | 5164                             | 1,2               | 23                 | 75                       |
| Курганная группа (5 насыпей)                                                                     | ст-ца Ладожская, Южная часть станицы, 2,25 км к ЮЗ от моста через р. Кубань — а/д Ладожская-Братский                                                  | 5164                             | 2                 | 35                 | 125                      |
| Курганная группа «Кубанский» (29 насыпей — 22 насыпи не прослеживаются) «Пастуший»)              | ст-ца Ладожская, 4 км к ВСВ от С окраины станицы | 5165                             | 0,6               | 17                 | 50                       |
| Курганная группа «Кубанский» (29 насыпей — 22 насыпи не прослеживаются) «Пастуший»)              | ст-ца Ладожская, 4 км к ВСВ от С окраины станицы | 5165                             | 1,9               | 35                 | 75                       |
| Курганная группа «Кубанский» (29 насыпей — 22 насыпи не прослеживаются) «Пастуший»)              | ст-ца Ладожская, 4 км к ВСВ от С окраины станицы | 5165                             | 0,8               | 19                 | 50                       |
| Курганная группа «Кубанский» (29 насыпей — 22 насыпи не прослеживаются) «Пастуший»)              | ст-ца Ладожская, 4 км к ВСВ от С окраины станицы | 5165                             | 0,4               | 18                 | 50                       |
| Курганная группа «Кубанский» (29 насыпей — 22 насыпи не прослеживаются) «Пастуший»)              | ст-ца Ладожская, 4 км к ВСВ от С окраины станицы | 5165                             | 0,3               | 14                 | 50                       |
| Курганная группа «Кубанский» (29 насыпей — 22 насыпи не прослеживаются) «Пастуший»)              | ст-ца Ладожская, 4 км к ВСВ от С окраины станицы | 5165                             | 0,5               | 13                 | 50                       |
| Курганная группа «Кубанский» (29 насыпей — 22 насыпи не прослеживаются) «Пастуший»)              | ст-ца Ладожская, 4 км к ВСВ от С окраины станицы | 5165                             | 0,4               | 12                 | 50                       |
| Курганная группа «Прибрежный» (16 насыпей)                                                       | ст-ца Ладожская, 6,25 км к ВСВ от С окраины ст. Ладожская, на правой террасе р. Кубань                                                                | 5166 дубль по Г№ 5173            | 0,5               | 19                 | 50                       |
| Курганная группа «Прибрежный» (16 насыпей)                                                       | ст-ца Ладожская, 6,25 км к ВСВ от С окраины ст. Ладожская, на правой террасе р. Кубань                                                                | 5166 дубль по Г№ 5173            | 0,4               | 17                 | 50                       |
| Курганная группа «Прибрежный» (16 насыпей)                                                       | ст-ца Ладожская, 6,25 км к ВСВ от С окраины ст. Ладожская, на правой террасе р. Кубань                                                                | 5166 дубль по Г№ 5173            | 4                 | 54                 | 150                      |
| Курганная группа «Прибрежный» (16 насыпей)                                                       | ст-ца Ладожская, 6,25 км к ВСВ от С окраины ст. Ладожская, на правой террасе р. Кубань                                                                | 5166 дубль по Г№ 5173            | 1                 | 23                 | 50                       |
| Курганная группа «Прибрежный» (16 насыпей)                                                       | ст-ца Ладожская, 6,25 км к ВСВ от С окраины ст. Ладожская, на правой террасе р. Кубань                                                                | 5166 дубль по Г№ 5173            | 2,3               | 35                 | 125                      |
| Курганная группа «Прибрежный» (16 насыпей)                                                       | ст-ца Ладожская, 6,25 км к ВСВ от С окраины ст. Ладожская, на правой террасе р. Кубань                                                                | 5166 дубль по Г№ 5173            | 0,6               | 15                 | 50                       |
| Курганная группа «Прибрежный» (16 насыпей)                                                       | ст-ца Ладожская, 6,25 км к ВСВ от С окраины ст. Ладожская, на правой террасе р. Кубань                                                                | 5166 дубль по Г№ 5173            | 0,5               | 16                 | 50                       |
| Курганная группа «Прибрежный» (16 насыпей)                                                       | ст-ца Ладожская, 6,25 км к ВСВ от С окраины ст. Ладожская, на правой террасе р. Кубань                                                                | 5166 дубль по Г№ 5173            | 3                 | 62                 | 150                      |
| Курганная группа «Прибрежный» (16 насыпей)                                                       | ст-ца Ладожская, 6,25 км к ВСВ от С окраины ст. Ладожская, на правой террасе р. Кубань                                                                | 5166 дубль по Г№ 5173            | 0,5               | 18                 | 50                       |
| Курганная группа «Прибрежный» (16 насыпей)                                                       | ст-ца Ладожская, 6,25 км к ВСВ от С окраины ст. Ладожская, на правой террасе р. Кубань                                                                | 5166 дубль по Г№ 5173            | 0,3               | 16                 | 50                       |
| Курганная группа «Прибрежный» (16 насыпей)                                                       | ст-ца Ладожская, 6,25 км к ВСВ от С окраины ст. Ладожская, на правой террасе р. Кубань                                                                | 5166 дубль по Г№ 5173            | 0,3               | 13                 | 50                       |
| Курганная группа «Прибрежный» (16 насыпей)                                                       | ст-ца Ладожская, 6,25 км к ВСВ от С окраины ст. Ладожская, на правой террасе р. Кубань                                                                | 5166 дубль по Г№ 5173            | 0,2               | 14                 | 50                       |
| Курганная группа «Прибрежный» (16 насыпей)                                                       | ст-ца Ладожская, 6,25 км к ВСВ от С окраины ст. Ладожская, на правой террасе р. Кубань                                                                | 5166 дубль по Г№ 5173            | 0,2               | 12                 | 50                       |
| Курганная группа «Прибрежный» (16 насыпей)                                                       | ст-ца Ладожская, 6,25 км к ВСВ от С окраины ст. Ладожская, на правой террасе р. Кубань                                                                | 5166 дубль по Г№ 5173            | 2,1               | 39                 | 125                      |
| Курганная группа «Прибрежный» (16 насыпей)                                                       | ст-ца Ладожская, 6,25 км к ВСВ от С окраины ст. Ладожская, на правой террасе р. Кубань                                                                | 5166 дубль по Г№ 5173            | 0,3               | 14                 | 50                       |
| Курганная группа «Прибрежный» (16 насыпей)                                                       | ст-ца Ладожская, 6,25 км к ВСВ от С окраины ст. Ладожская, на правой террасе р. Кубань                                                                | 5166 дубль по Г№ 5173            | 1                 | 20                 | 50                       |
| Курган «Мирный 1»)                                                                               | ст-ца Ладожская, 7,25 км к востоку от станицы, от моста через р. Кубань — а/д Ладожская-Братский, 0,4 км к ЮВ от кладбища х. Новониколаевка           | 5167                             | 2                 | 42                 | 125                      |
| Курганная группа (2 насыпи)                                                                      | ст-ца Ладожская, 0,125 км к востоко-северо-востоку от станицы                                                                                         | 5168                             | 1,6               | 28                 | 75                       |
| Курганная группа (2 насыпи)                                                                      | ст-ца Ладожская, 0,125 км к востоко-северо-востоку от станицы                                                                                         | 5168                             | 0,2               | 12                 | 50                       |
| Курганная группа (3 насыпи)                                                                      | ст-ца Ладожская, 0,75 км к ЮВ от С окраины станицы, на правой террасе р. Кубань                                                                       | 5169                             | 0,4               | 16                 | 50                       |
| Курганная группа (3 насыпи)                                                                      | ст-ца Ладожская, 0,75 км к ЮВ от С окраины станицы, на правой террасе р. Кубань                                                                       | 5169                             | 0,5               | 17                 | 50                       |
| Курганная группа (3 насыпи)                                                                      | ст-ца Ладожская, 0,75 км к ЮВ от С окраины станицы, на правой террасе р. Кубань                                                                       | 5169                             | 0,7               | 17                 | 50                       |
| Курганная группа «Бригадный») (2 насыпи)                                                         | ст-ца Ладожская, 3,62 км к ВСВ от С окраины станицы                                                                                                   | 5170                             | 0,4               | 18                 | 50                       |
| Курганная группа «Бригадный») (2 насыпи)                                                         | ст-ца Ладожская, 3,62 км к ВСВ от С окраины станицы                                                                                                   | 5170                             | 0,2               | 15                 | 50                       |
| Курганная группа «Помидорный 1» (2 насыпи)                                                       | ст-ца Ладожская, 4,5 км к СВ от С окраины станицы, к югу у трассы Ладожская-Тбилисская                                                                | 5171                             | 0,2               | 14                 | 50                       |
| Курганная группа «Помидорный 1» (2 насыпи)                                                       | ст-ца Ладожская, 4,5 км к СВ от С окраины станицы, к югу у трассы Ладожская-Тбилисская                                                                | 5171                             | 0,1               | 12                 | 50                       |
| Археологический комплекс: поселение «Террасное» городище «Круглое»; курганная группа (6 насыпей) | ст-ца Ладожская, 5,5 — 5,9 км к ВСВ от С окраины ст. Ладожская, на правой террасе р. Кубань                                                           | 5172                             | 2,2               | 46                 | 125                      |
| Археологический комплекс: поселение «Террасное» городище «Круглое»; курганная группа (6 насыпей) | ст-ца Ладожская, 5,5 — 5,9 км к ВСВ от С окраины ст. Ладожская, на правой террасе р. Кубань                                                           | 5172                             | 3,9               | 59                 | 150                      |
| Археологический комплекс: поселение «Террасное» городище «Круглое»; курганная группа (6 насыпей) | ст-ца Ладожская, 5,5 — 5,9 км к ВСВ от С окраины ст. Ладожская, на правой террасе р. Кубань                                                           | 5172                             | 2                 | 41                 | 125                      |
| Археологический комплекс: поселение «Террасное» городище «Круглое»; курганная группа (6 насыпей) | ст-ца Ладожская, 5,5 — 5,9 км к ВСВ от С окраины ст. Ладожская, на правой террасе р. Кубань                                                           | 5172                             | 1                 | 24                 | 50                       |
| Археологический комплекс: поселение «Террасное» городище «Круглое»; курганная группа (6 насыпей) | ст-ца Ладожская, 5,5 — 5,9 км к ВСВ от С окраины ст. Ладожская, на правой террасе р. Кубань                                                           | 5172                             | 1                 | 22                 | 50                       |
| Археологический комплекс: поселение «Террасное» городище «Круглое»; курганная группа (6 насыпей) | ст-ца Ладожская, 5,5 — 5,9 км к ВСВ от С окраины ст. Ладожская, на правой террасе р. Кубань                                                           | 5172                             | 2                 | 38                 | 125                      |
| Курганная группа «Мирный 4» (3 насыпи — не прослеживаются)                                       | ст-ца Ладожская, 6,75 км к ВСВ от С окраины ст. Ладожская                                                                                             | 5174                             |                   |                    |                          |
| Городище «Мирзап»                                                                                | ст-ца Ладожская, 7 км к ВСВ от С окраины станицы, на правой террасе р. Кубань                                                                         | 5175                             |                   |                    | 500                      |
| Курганная группа «Мирный 3» (10 насыпей — 7 насыпей не прослеживается)                           | ст-ца Ладожская, 7,25 км к ВСВ от С окраины станицы                                                                                                   | 5176                             | 0,1               | 14                 | 50                       |
| Курганная группа «Мирный 3» (10 насыпей — 7 насыпей не прослеживается)                           | ст-ца Ладожская, 7,25 км к ВСВ от С окраины станицы                                                                                                   | 5176                             | -                 | -                  | -                        |
| Курганная группа «Мирный 3» (10 насыпей — 7 насыпей не прослеживается)                           | ст-ца Ладожская, 7,25 км к ВСВ от С окраины станицы                                                                                                   | 5176                             | -                 | -                  | -                        |
| Курганная группа «Мирный 3» (10 насыпей — 7 насыпей не прослеживается)                           | ст-ца Ладожская, 7,25 км к ВСВ от С окраины станицы                                                                                                   | 5176                             | -                 | -                  | -                        |
| Курганная группа «Мирный 3» (10 насыпей — 7 насыпей не прослеживается)                           | ст-ца Ладожская, 7,25 км к ВСВ от С окраины станицы                                                                                                   | 5176                             | 0,1               | 15                 | 50                       |
| Курганная группа «Мирный 3» (10 насыпей — 7 насыпей не прослеживается)                           | ст-ца Ладожская, 7,25 км к ВСВ от С окраины станицы                                                                                                   | 5176                             | -                 | -                  | -                        |
| Курганная группа «Мирный 3» (10 насыпей — 7 насыпей не прослеживается)                           | ст-ца Ладожская, 7,25 км к ВСВ от С окраины станицы                                                                                                   | 5176                             | -                 | -                  | -                        |
| Курганная группа «Мирный 3» (10 насыпей — 7 насыпей не прослеживается)                           | ст-ца Ладожская, 7,25 км к ВСВ от С окраины станицы                                                                                                   | 5176                             | 0,1               | 12                 | 50                       |
| Курганная группа «Мирный 3» (10 насыпей — 7 насыпей не прослеживается)                           | ст-ца Ладожская, 7,25 км к ВСВ от С окраины станицы                                                                                                   | 5176                             | -                 | -                  | -                        |
| Курганная группа «Мирный 3» (10 насыпей — 7 насыпей не прослеживается)                           | ст-ца Ладожская, 7,25 км к ВСВ от С окраины станицы                                                                                                   | 5176                             | -                 | -                  | -                        |
| Курганная группа «Полевой стан 1» (3 насыпи)                                                     | ст-ца Ладожская, 7,25 км к С от С окраины станицы | 5177                             | 0,5               | 19                 | 50                       |
| Курганная группа «Полевой стан 1» (3 насыпи)                                                     | ст-ца Ладожская, 7,25 км к С от С окраины станицы | 5177                             | 0,4               | 18                 | 50                       |
| Курганная группа «Полевой стан 1» (3 насыпи)                                                     | ст-ца Ладожская, 7,25 км к С от С окраины станицы | 5177                             | 2                 | 37                 | 125                      |
| Курган                                                                                           | ст-ца Ладожская, 8 км к СВ от С окраины станицы, 1,75 км к СВ от полевого стана КНИИСХ «клх. Родина»                                                  | 5178                             | 0,2               | 15                 | 50                       |
| Курганная группа «Ореховый» (2 насыпи)                                                           | ст-ца Ладожская, 8,17 км к ССВ от С окраины станицы                                                                                                   | 5179                             | 0,3               | 17                 | 50                       |
| Курганная группа «Ореховый» (2 насыпи)                                                           | ст-ца Ладожская, 8,17 км к ССВ от С окраины станицы                                                                                                   | 5179                             | 0,7               | 19                 | 50                       |
| Курган «Незаметный»                                                                              | ст-ца Ладожская, 8,25 км к СЗ от С окраины станицы | 5180                             | 1                 | 23                 | 50                       |
| Курганная группа «Ладожский 1» (2 насыпи — не прослеживаются)                                    | ст-ца Ладожская, 0,75 км к Ю от ЮЮВ окраины станицы                                                                                                   | 5181                             |                   |                    |                          |
| Курганная группа «Выездной» (3 насыпи)                                                           | ст-ца Ладожская, 0,35 км к ЮЮВ от Ю окраины станицы                                                                                                   | 5182                             | 0,2               | 19                 | 50                       |
| Курганная группа «Выездной» (3 насыпи)                                                           | ст-ца Ладожская, 0,35 км к ЮЮВ от Ю окраины станицы                                                                                                   | 5182                             | 0,1               | 14                 | 50                       |
| Курганная группа «Выездной» (3 насыпи)                                                           | ст-ца Ладожская, 0,35 км к ЮЮВ от Ю окраины станицы                                                                                                   | 5182                             | 0,1               | 12                 | 50                       |
| Городище «Газопровод-ное»                                                                        | ст-ца Ладожская, 0,62 км к Ю от Ю окраины станицы, на правом берегу р. Кубань                                                                         | 5183                             |                   |                    | 500                      |
| Курганная группа «Лесной» (2 насыпи) Городище                                                    | ст-ца Ладожская, 2,12 км к ЮЮЗ от Ю окраины станицы                                                                                                   | 5184                             | 0,5               | 16                 | 50                       |
| Курганная группа «Лесной» (2 насыпи) Городище                                                    | ст-ца Ладожская, 2,12 км к ЮЮЗ от Ю окраины станицы                                                                                                   | 5184                             | 0,4               | 16                 | 50                       |
| Курганная группа «Дубовый» (2 насыпи)                                                            | ст-ца Ладожская, 4 км к ЮЗ от Ю окраины станицы | 5185                             | 0,1               | 15                 | 50                       |
| Курганная группа «Дубовый» (2 насыпи)                                                            | ст-ца Ладожская, 4 км к ЮЗ от Ю окраины станицы | 5185                             | 0,5               | 21                 | 50                       |
| Курган «Осенний»)                                                                                | ст-ца Ладожская, 5 км к ЮЗ от Ю окраины станицы | 5186                             | 0,3               | 17                 | 50                       |
| Курганная группа «Яблоковый» (4 насыпи)                                                          | ст-ца Ладожская, 1,1 км к Ю от Ю окраины станицы, ЮЗ полевого стана                                                                                   | 5187                             | 4                 | 30                 | 150                      |
| Курганная группа «Яблоковый» (4 насыпи)                                                          | ст-ца Ладожская, 1,1 км к Ю от Ю окраины станицы, ЮЗ полевого стана                                                                                   | 5187                             | 0,1               | 12                 | 50                       |
| Курганная группа «Яблоковый» (4 насыпи)                                                          | ст-ца Ладожская, 1,1 км к Ю от Ю окраины станицы, ЮЗ полевого стана                                                                                   | 5187                             | 0,1               | 11                 | 50                       |
| Курганная группа «Яблоковый» (4 насыпи)                                                          | ст-ца Ладожская, 1,1 км к Ю от Ю окраины станицы, ЮЗ полевого стана                                                                                   | 5187                             | 0,1               | 11                 | 50                       |
| Городище «Конусное», 4 в. до н. э. — 3 в. н. э.                                                  | Усть-Лабинский район, ст-ца Ладожская, восточная часть станицы, Песчаная ул. 2,75 км к СВ от ДК                                                       | 4046                             |                   |                    | 500                      |
| Городище «Ладожское-3», 4 в. до н. э. — 3 в. н. э. (не прослеживается)                           | Усть-Лабинский район, ст-ца Ладожская, 1,5 км юго-западнее станицы                                                                                    | 4053                             |                   |                    | 500                      |
| Городище «Ладожское-4», 4 в. до н. э. — 3 в. н. э. (не прослеживается)                           | Усть-Лабинский район, ст-ца Ладожская, 9 км юго-западнее станицы                                                                                      | 4052                             |                   |                    | 500                      |
| Могильник городища «Ладожское-5», 4 в. до н. э. — 3 в. н. э. (не прослеживается)                 | Усть-Лабинский район, ст-ца Ладожская, у Колодезного Яра                                                                                              | 4044                             |                   |                    | 200                      |
| Курган                                                                                           | ст. Ладожская, 1,5 км к северо-востоку от северной окраины станицы, 0,6 км к северо-западу от МТФ № 1 КИИСХ                                           | В                                | 0,3               | 19                 | 50                       |
| Селище                                                                                           | ст. Ладожская, 1,5 км к востоку от северной окраины станицы, севернее пионерского лагеря                                                              | В                                |                   |                    | 500                      |
| Курган; Городище «Южное»                                                                         | ст. Ладожская, восточная часть станицы, 0,74 км к востоку от Дома культуры, на правой терраса р. Кубань                                               | В                                | 4                 | 60                 | 150                      |
| Городище 5                                                                                       | ст. Ладожская, южная окраина станицы, на правом берегу р. Кубань                                                                                      | В                                |                   |                    | 500                      |
| Курган «Помидорный 2»                                                                            | ст. Ладожская, 5,75 км к северо-востоку от северной окраины станицы, справа от трассы Ладожская — Тбилисская                                          | В                                | 0,1               | 14                 | 50                       |
| Курган                                                                                           | ст. Ладожская, 3,5 км к северо-востоку от северной окраины станицы, 0,25 км вправо от трассы Ладожская — Тбилисская                                   | В                                | 1,5               | 35                 | 75                       |
| Курганная группа (2 насыпи не прослеживались)                                                    | ст. Ладожская, 7,4 км к востоко-северо-востоку от северной окраины станицы, на правой террасе р. Кубань                                               | В                                |                   |                    |                          |
| Городище                                                                                         | ст. Ладожская, 7,37 км к востоко-северо-востоку от северной окраины станицы, на правом берегу р. Кубань                                               | В                                |                   |                    | 500                      |
| Курганная группа «Дорожный» (2 насыпи)                                                           | ст. Ладожская, 3,0 км к северо-востоку от северной окраины станицы. Слева от трассы Ладожская — Тбилисская                                            | В                                | 0,1               | 14                 | 50                       |
| Курганная группа «Дорожный» (2 насыпи)                                                           | ст. Ладожская, 3,0 км к северо-востоку от северной окраины станицы. Слева от трассы Ладожская — Тбилисская                                            | В                                | 3                 | 45                 | 150                      |
| Курган (2 насыпи)                                                                                | ст. Ладожская, 7,2 км к северо-востоку от северной окраины станицы, 1,25 км к востоку от полевого стана КИИСХ                                         | В                                | 0,2               | 17                 | 50                       |
| Курган (2 насыпи)                                                                                | ст. Ладожская, 7,2 км к северо-востоку от северной окраины станицы, 1,25 км к востоку от полевого стана КИИСХ                                         | В                                | 0,1               | 12                 | 50                       |
| Курган                                                                                           | ст. Ладожская, 3,25 км к северу от северной окраины станицы, на полевом стане                                                                         | В                                | 0,3               | 13                 | 50                       |
| Курганная группа «Лесной 2» (4 насыпи)                                                           | ст. Ладожская, 2,75 км к юго-юго-западу от южной окраины станицы, на правой террасе р. Кубань                                                         | В                                | 1                 | 20                 | 50                       |
| Курганная группа «Лесной 2» (4 насыпи)                                                           | ст. Ладожская, 2,75 км к юго-юго-западу от южной окраины станицы, на правой террасе р. Кубань                                                         | В                                | 3,5               | 49                 | 150                      |
| Курганная группа «Лесной 2» (4 насыпи)                                                           | ст. Ладожская, 2,75 км к юго-юго-западу от южной окраины станицы, на правой террасе р. Кубань                                                         | В                                | 1                 | 21                 | 50                       |
| Курганная группа «Лесной 2» (4 насыпи)                                                           | ст. Ладожская, 2,75 км к юго-юго-западу от южной окраины станицы, на правой террасе р. Кубань                                                         | В                                | 1                 | 21                 | 50                       |
| Курган «Садовый»                                                                                 | ст. Ладожская, 2,25 км к юго-западу от южной окраины станицы, в саду                                                                                  | В                                | 0,5               | 22                 | 50                       |
| Городище 1                                                                                       | ст. Ладожская, 4,5 км к юго-западу от южной окраины станицы, на правой террасе р. Кубань                                                              | В                                |                   |                    | 500                      |
| Курганная группа (3 насыпи)                                                                      | ст. Ладожская, 1,75 км к юго-юго-западу от южной окраины станицы, 0,37 км южнее полевого стана, в саду                                                | В                                | 2,5               | 45                 | 125                      |
| Курганная группа (3 насыпи)                                                                      | ст. Ладожская, 1,75 км к юго-юго-западу от южной окраины станицы, 0,37 км южнее полевого стана, в саду                                                | В                                | 0,5               | 16                 | 50                       |
| Курганная группа (3 насыпи)                                                                      | ст. Ладожская, 1,75 км к юго-юго-западу от южной окраины станицы, 0,37 км южнее полевого стана, в саду                                                | В                                | 0,5               | 18                 | 50                       |
| Городище «Ладожское 1»                                                                           | ст. Ладожская ЮЗ часть станицы, 1,5 км к ЮЗ от ДК, на правой террасе р. Кубань (N 45º17.5844' E 39º55.6714')                                          | В                                |                   |                    |                          |
| Курганная группа (2 насыпи)                                                                      | ст. Ладожская ЮЗ часть станицы, 3 км к ЮЗ от ДК, на правой террасе р. Кубань, на территории Городища 5 (N 45º16.9865'' E 39º54.5774'')                | В                                | 0,5               | 24                 | 50                       |
| Курганная группа (2 насыпи)                                                                      | ст. Ладожская ЮЗ часть станицы, 3 км к ЮЗ от ДК, на правой террасе р. Кубань, на территории Городища 5 (N 45º16.9865'' E 39º54.5774'')                | В                                | 0,4               | 21                 | 50                       |
| Курганная группа (5 насыпей)                                                                     | ст. Ладожская ЮЗ часть станицы, 3,75 км к ЮЗ от ДК, на правой террасе р. Кубань, на территории Городища «Газопроводное» (N 45º16.7944' E 39º53.9766') | В                                | 1                 | 23                 | 50                       |
| Курганная группа (5 насыпей)                                                                     | ст. Ладожская ЮЗ часть станицы, 3,75 км к ЮЗ от ДК, на правой террасе р. Кубань, на территории Городища «Газопроводное» (N 45º16.7944' E 39º53.9766') | В                                | 2,2               | 40                 | 125                      |
| Курганная группа (5 насыпей)                                                                     | ст. Ладожская ЮЗ часть станицы, 3,75 км к ЮЗ от ДК, на правой террасе р. Кубань, на территории Городища «Газопроводное» (N 45º16.7944' E 39º53.9766') | В                                | 0,9               | 21                 | 50                       |
| Курганная группа (5 насыпей)                                                                     | ст. Ладожская ЮЗ часть станицы, 3,75 км к ЮЗ от ДК, на правой террасе р. Кубань, на территории Городища «Газопроводное» (N 45º16.7944' E 39º53.9766') | В                                | 1,2               | 34                 | 75                       |
| Курганная группа (5 насыпей)                                                                     | ст. Ладожская ЮЗ часть станицы, 3,75 км к ЮЗ от ДК, на правой террасе р. Кубань, на территории Городища «Газопроводное» (N 45º16.7944' E 39º53.9766') | В                                | 1,5               | 36                 | 75                       |
| Курганная группа (5 насыпей)                                                                     | ст. Ладожская 4 км к СВ от ДК, на северной окраине Городища 8 (N 45º19.6410' E 39º58.2894')                                                           | В                                | 1,1               | 27                 | 75                       |
| Курганная группа (5 насыпей)                                                                     | ст. Ладожская 4 км к СВ от ДК, на северной окраине Городища 8 (N 45º19.6410' E 39º58.2894')                                                           | В                                | 1,2               | 28                 | 75                       |
| Курганная группа (5 насыпей)                                                                     | ст. Ладожская 4 км к СВ от ДК, на северной окраине Городища 8 (N 45º19.6410' E 39º58.2894')                                                           | В                                | 0,9               | 25                 | 50                       |
| Курганная группа (5 насыпей)                                                                     | ст. Ладожская 4 км к СВ от ДК, на северной окраине Городища 8 (N 45º19.6410' E 39º58.2894')                                                           | В                                | 0,9               | 25                 | 50                       |
| Курганная группа (5 насыпей)                                                                     | ст. Ладожская 4 км к СВ от ДК, на северной окраине Городища 8 (N 45º19.6410' E 39º58.2894')                                                           | В                                | 0,9               | 25                 | 50                       |
| Курган «Ограбленный»                                                                             | ст. Ладожская 7,4 км к востоко-северо-востоку от северной окраины станицы, на правом берегу р. Кубань (N 45º21.0394' E 40º03.9629')                   | В                                | 3                 | 47                 | 150                      |

### Памятники
- Памятник-мемориал в честь погибших станичников в годы Великой Отечественной войны. Открыт 9 мая 1970 года.
- Памятник погибшим в годы Гражданской войны и расстрелянным станичникам в 1942 году. Был перенесён из центрального сквера в 1970 году на угол ул. Красная и ул. Голощапова, при этом прах погибших остался на месте, были перенесены только их имена на мраморной плите.[5]
- Памятник погибшим воинам при освобождении станицы в январе 1943 года. Был перенесён с кладбища в ноябре 1970 года вместе с останками воинов с территории бригады № 4.[5]
- Братская могила советских воинов, погибших в боях с фашистскими захватчиками, 1942—1943 гг., которая расположена на общестаничном кладбище.[31]
- Памятник землякам, погибшим в годы Великой Отечественной войны.

### Утраченное историческое наследие
При этом стоит отметить и те строения, которые не дошли до сегодняшних дней из-за небрежного отношения властей к исторической памяти либо просто исчезли с течением хода истории и развития станицы (например, как деревянный мост через р. Кубань).
К уничтоженным в XXI веке историческим зданиям станицы можно отнести здание центральной почты, поликлиники, здание женской консультации на ул. Комсомольской.
|  |  |
|  |  |
|  |  |

#### Дом тайного советника (генерала) Нееленко
Дом тайного советника (генерала) Нееленко располагался по ул. Комсомольская 146. В начале 30-х годов дом был разобран и в уменьшенном варианте было построено отделение Ладожской междугородной телефонной станции. Весной 1999 года и этот дом был снесён. 
«Дом рубленый, на высоком фундаменте, под белым железом. Комнаты просторные, высокие и светлые.» — Дергунов Ф. С. История станицы Ладожской. — Совет. Кубань. — Краснодар, 2000. — с.27

#### Дом Калугина Иван Тимофеевича (Санаторная школа № 33)

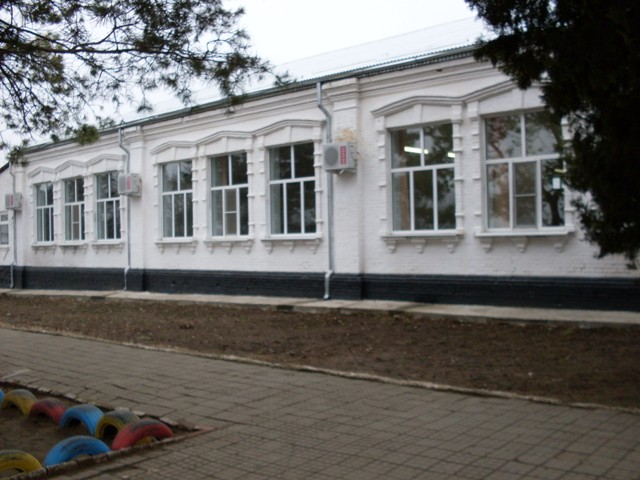
Спальня школы-интерната, ныне не существует. Фото с бывшего официального сайта школы.

Бывший дом Калугина (основные комнаты были сохранены) на месте будущей школы-интерната для детей с ограниченными возможностями здоровья № 33.

Фёдор Степанович Дергунов в своих мемуарах приводит следующие воспоминания старожилов станицы:
«Несколько слов о пане Калугине Иване Тимофеевиче. Полковник. Почему в историю Ладожской он вошёл под именем пана? Этот вопрос так и остаётся вопросом. Пан Калугин очень любил детей. У него была дочь-инвалид (все называли её хромоножкой). Как только Калугин выезжал из своего имения в центр станицы на выездных породистых лошадях, вся ладожская детвора выбегала ему навстречу. Пан Калугин в обязательном порядке останавливался и угощал детвору сладостями. Так было зимой и летом, из года в год.» — Дергунов Ф. С. История станицы Ладожской. — Совет. Кубань. — Краснодар, 2000. — с.28
В1961 году будет основана 8-летняя вспомогательная спецшкола, а в 1999 г. приказом Департамента образования и науки администрации Краснодарского края за № 162 от 22.02.99г школа-интернат. На начало 2020 года здание бывшей 33 школы-интерната внесено в список зданий под снос.